# Thịt lợn kho

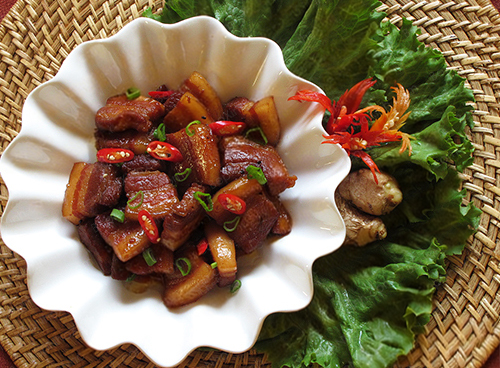
Thịt kho tiêu kiểu Việt Nam

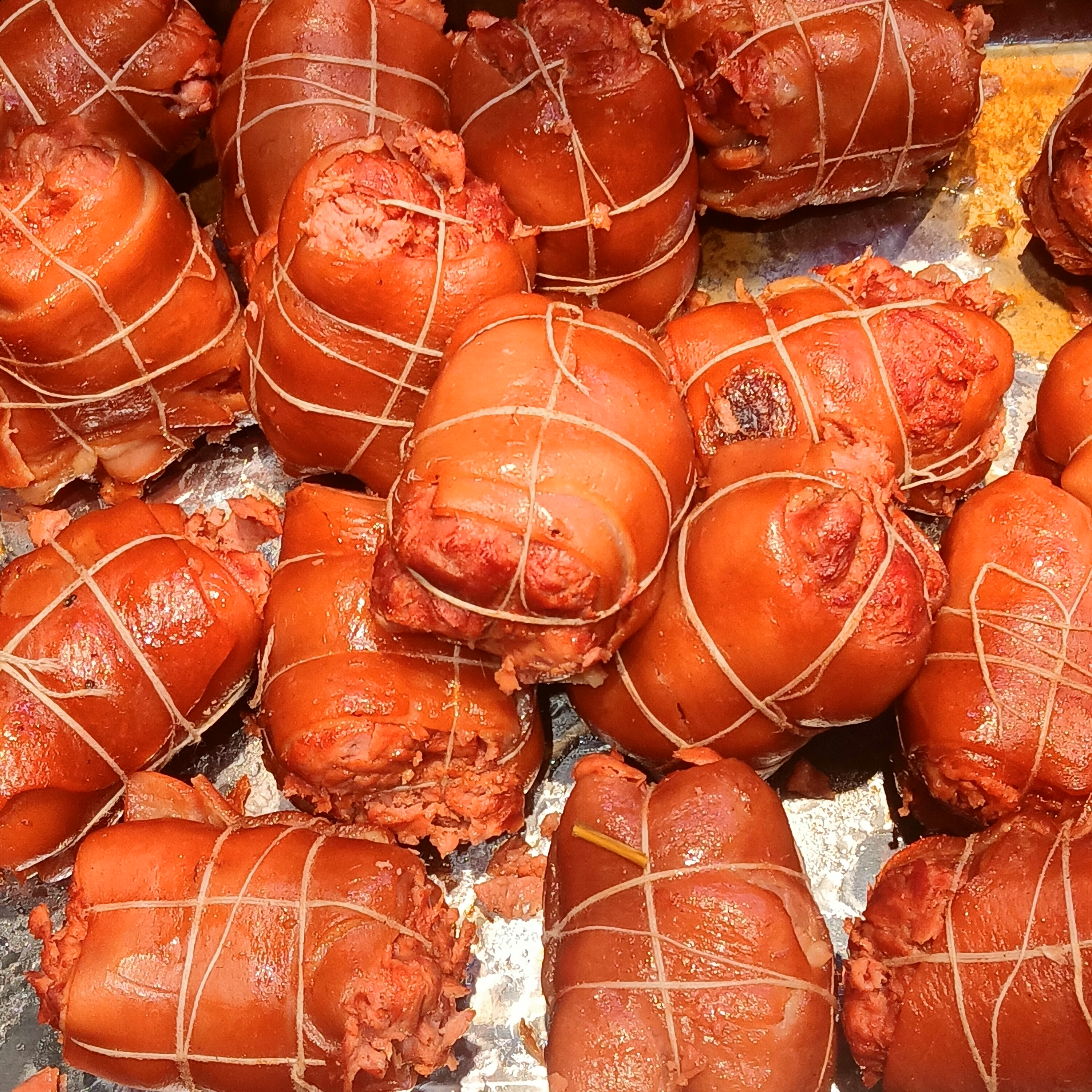
Thịt heo kho núng nính của Trung Quốc

Thịt lợn kho (tiếng Trung: 红烧肉; bính âm: Hóngshāo ròu) là một món ăn mặn dùng với cơm, có nguồn gốc từ Trung Quốc và cũng là món ăn truyền thống trong ẩm thực Việt Nam. Việt Nam từng bị phương Bắc đô hộ 1000 năm nên các món thịt kho hay cá kho có nguồn gốc Trung Quốc rất phổ biến trong ẩm thực Việt Nam, hiện diện trong các bữa ăn từ Bắc vào Nam. Thịt kho của Trung Quốc thường kho với xì dầu, còn Việt Nam dùng nước mắm hay có cả nước cốt dừa hay nước dừa tươi tại Nam Bộ. Người miền Bắc cũng như người Hoa quen gọi là thịt kho tàu.
Nguyên liệu chính của món ăn này là thịt heo (thịt ba rọi là ngon nhất, các gia vị gồm hành, tiêu, muối, đường, nước hàng. Tùy theo từng địa phương hay sở thích của từng người mà khi kho thịt người ta còn có thể kho kèm với cùi dừa, củ cải, su hào, măng tre, đậu phụ. Tại Trung Quốc có món thịt kho Đông Pha nổi tiếng để ăn trong dịp Tết Nguyên Đán hay những ngày đông giá rét.Thịt kho Đông Pha có tên gọi bắt nguồn từ tên của nhà thơ,học giả nổi tiếng Tô Đông Pha của triều đại Bắc Tống,Trung Quốc. Ông cũng là người rất yêu thích việc nấu nướng và món thịt kho mang tên ông chính là minh chứng cho điều này.
Riêng với món thịt kho hột vịt được du nhập từ Phúc Kiến vào Việt Nam thời Trung Hoa Dân Quốc vào miền Nam, nhất là khu vực có người Hoa sinh sống. Nguyên gốc của món thịt kho này có tên Hán Việt là đậu du nhục (tiếng Trung: 豆油肉; bính âm: Dòuyóu ròu; Việt bính: dau6 jau4 juk6) , với gia vị bao gồm xì dầu, ớt Tứ Xuyên, đường phèn  để chưng thành màu caramel, dầu hào, gừng, hoa hồi và quế. Đôi khi, thịt kho kiểu Phúc Kiến này còn có một chút rượu Thiệu Hưng.

## Cách nấu

### Trung Quốc
Cách làm thịt kho Đông Pha không quá cầu kỳ nhưng cần thời gian khá nhiều. Món ăn chuẩn vị Trung Hoa này được chế biến từ thịt ba chỉ cắt thành những miếng hình vuông, ướp với nước tương và rượu Thiệu Hưng (Shao Xing). Sau đó, người ta đem thịt heo chiên trong dầu nóng sao cho giữ được lớp vỏ ngoài vàng ruộm và phần da hơi giòn, rồi kho cùng hỗn hợp nước ướp, hầm trong 3 tiếng để miếng thịt chín nhừ. Hương vị đậm đà, thơm ngon khó cưỡng của món thịt kho Đông Pha khiến ai đã từng thưởng thức đều không thể quên được.

### Việt Nam
Đơn giản nhất là bỏ thịt lợn (luôn phải có mỡ, nếu không phải thêm mỡ hoặc dầu ăn) vào nồi đun cho tới chín, cho thêm nước mắm để có vị mặn nhạt theo sở thích; để tạo màu có thể cho đường thắng cháy (nước hàng) vào.
Người miền Nam rất ưa chuộng việc dùng nước dừa tươi để kho thịt. Tùy vào từng vùng miền và khẩu vị của thực khách mà món thịt kho được chế biến với rất nhiều cách khác nhau chẳng hạn như kho với mắm ruốc, kho với măng, củ cải... để cách tân món thịt kho tàu (thịt heo kho với trứng) có được thêm nhiều vị hơn.